# بيتر دانيال
بيتر دانيال (بالإنجليزية: Peter Daniel)‏ (22 ديسمبر 1946 في المملكة المتحدة - ) هو لاعب كرة قدم بريطاني في مراكز الظهير وقلب الدفاع والدفاع. لعب مع ديربي كاونتي ونادي بيرتن ألبيون وفانكوفر وايتكابس.

## وصلات خارجية
- بيتر دانيال على موقع قاعدة بيانات كرة القدم.إي يو (الإنجليزية)